# 5377 Komori
5377 Komori è un asteroide della fascia principale. Scoperto nel 1991, presenta un'orbita caratterizzata da un semiasse maggiore pari a 2,1870444 UA e da un'eccentricità di 0,0614678, inclinata di 3,02645° rispetto all'eclittica.
L'asteroide è dedicato al proprietario giapponese di Astro-Dome, Yukimasa Komori.